# Paolo Naccarato
Paolo Naccarato (Cosenza, 23 ottobre 1958) è un funzionario, politico e giornalista italiano, sottosegretario di Stato per i Rapporti con il Parlamento nel secondo governo Prodi.

## Biografia
Nato a Cosenza, ma residente a Roma, si è laureato in giurisprudenza a Roma nel 1982, si è successivamente specializzato nel settore della comunicazione.
Giornalista pubblicista dal 1988, fu direttore della testata "Il Nuovo Osservatore" ed all'inizio degli anni novanta divenne funzionario della Presidenza del Consiglio dei ministri (ed in questa veste, nel 1994, prese parte al G7 di Napoli). Ha prestato servizio presso il Ministero dell'Interno, la Camera dei deputati, la Presidenza del Consiglio dei ministri, il Senato della Repubblica.

### Attività politica
Alle elezioni regionali in Calabria del 2000 si candida con la Casa delle Libertà nel listino bloccato del suo candidato presidente della giunta (in quota UpR, il partito di Francesco Cossiga di cui fu stretto collaboratore), a sostegno del magistrato Giuseppe Chiaravalloti, venendo eletto al consiglio regionale della Calabria.
Alle elezioni politiche del 2001 viene candidato dalla Casa delle Libertà nel collegio uninominale di Castrovillari, ma è sconfitto dallo sfidante dell'Ulivo Domenico Pappaterra, che ottenne il 47,16% a fronte del 43,10% di Naccarato.
Dal 2004 al 2013 è stato consigliere comunale di Fiumefreddo Bruzio, candidandosi a sindaco alle elezioni comunali in Calabria del 2009, ma arrivando in seconda posizione con il 29,83% a fronte del 44,68% di Vincenzo Aloise. 
Nel 2005 divenne assessore regionale alle Riforme Istituzionali nella giunta di centrosinistra presieduta da Agazio Loiero, rimanendo in carica fino al 2006, nello stesso anno Carlo Azeglio Ciampi lo insignì del titolo di commendatore della Repubblica Italiana.
Indipendente cossighiano, Naccarato ha fatto parte, fino alla sua caduta, del secondo governo Prodi in qualità di sottosegretario di Stato ai rapporti con il Parlamento e alle riforme istituzionali dal 2006 al 2008.
Alle elezioni politiche del 2008 viene candidato al Senato della Repubblica, nelle liste del Partito Democratico per la circoscrizione Basilicata, ma risultando il primo dei non eletti.

#### Elezione a senatore
Nel giugno 2012 aderisce all'associazione politica Italia futura di Luca Cordero di Montezemolo, ma pochi mesi dopo, tuttavia, abbandona quest'ultima per aderire a Lista Lavoro e Libertà (nota anche come 3L o Lista 3L), soggetto politico fondato a novembre 2012 da Giulio Tremonti dopo la sua uscita dal Popolo della Libertà.
Alle elezioni politiche del 2013, grazie ad un accordo tra la Lista 3L e la Lega Nord, Paolo Naccarato e Giulio Tremonti sono candidati al Senato della Repubblica per la circoscrizione Lombardia nelle liste della Lega Nord (in quota 3L, Tremonti al secondo posto, mentre Naccarato in dodicesima posizione), Giulio Tremonti viene eletto senatore mentre Paolo Naccarato risulta il primo dei non eletti.
Il 7 maggio 2013, a circa tre mesi dall'inizio della legislatura, Naccarato, in seguito alle dimissioni di Massimo Garavaglia dalla carica di parlamentare (in quanto nominato assessore regionale in Lombardia), gli subentra e viene eletto senatore della XVII Legislatura.
Il primo giorno di legislatura si iscrive al gruppo parlamentare "Lega Nord e Autonomie" per poi passare il giorno successivo, l'8 maggio 2013, al gruppo Grandi Autonomie e Libertà.
A maggio 2013 il movimento 3L viene sciolto e quindi Naccarato, così come Giulio Tremonti, non sono più iscritti ad alcun partito.
Il 16 novembre 2013 aderisce al Nuovo Centrodestra a di Angelino Alfano, partito nato dalla scissione del Popolo della Libertà, condotta da coloro i quali volevano restare al governo.
Il 4 luglio 2014, infine, lascia il Nuovo Centrodestra e ritorna come indipendente nel gruppo parlamentare di centro-destra "Grandi Autonomie e Libertà-Unione dei Democratici Cristiani e dei Democratici di Centro". Naccarato ha sempre votato la fiducia ai governi Letta, Renzi e Gentiloni.
Ad ottobre 2017 aderisce a Rinascimento, il neonato movimento politico fondato dal critico d'arte Vittorio Sgarbi.
Alle elezioni politiche del 2018 si candida in quota Forza Italia con il sostegno del centro-destra alla Camera dei Deputati nel collegio uninominale Calabria - 03 (Cosenza) ma ottiene il 24,46% e viene sconfitto dalla candidata del Movimento 5 Stelle Anna Laura Orrico (51,87%)